# Gebhardsreutherschleife
Gebhardsreutherschleife ist ein Gemeindeteil des Marktes Moosbach im Oberpfälzer Landkreis Neustadt an der Waldnaab, Bayern.

## Geographische Lage
Die Einöde Gebhardsreutherschleife liegt an der Pfreimd etwa eineinhalb Kilometer nördlich von Moosbach.

## Geschichte
Im 18. und 19. Jahrhundert gab es in der Gebhardsreutherschleife ein Glas-, Schleif- und Polierwerk, das 1749 von Leonhard Anton von Voit wieder errichtet worden war, nachdem österreichische Husaren und französische Truppen es 1742 zerstört hatten. 1771 ist Georg Joseph von Voit der Besitzer des Landsassengutes, 1788 wird hier Joseph von Voit und seine Frau Rosina genannt. 1818 hat Vitus Schmucker das auf die Gant gekommene Landsassengut erworben. Er verliert als Nicht-Adeliger die seit 1806 bestehende niedere Gerichtsbarkeit. 1840 wird Andreas Schmucker als Besitzer des Landgutes und der hier bestehenden Glasschleife genannt. Ab 1870 wird hier die Familie Mayr genannt.
Zum Stichtag 23. März 1913 (Osterfest) wurde Gebhardsreutherschleife als Teil der Pfarrei Moosbach mit drei Häusern und 29 Einwohnern aufgeführt.
Am 31. Dezember 1990 hatte Gebhardsreutherschleife drei Einwohner und gehörte zur Pfarrei Moosbach.

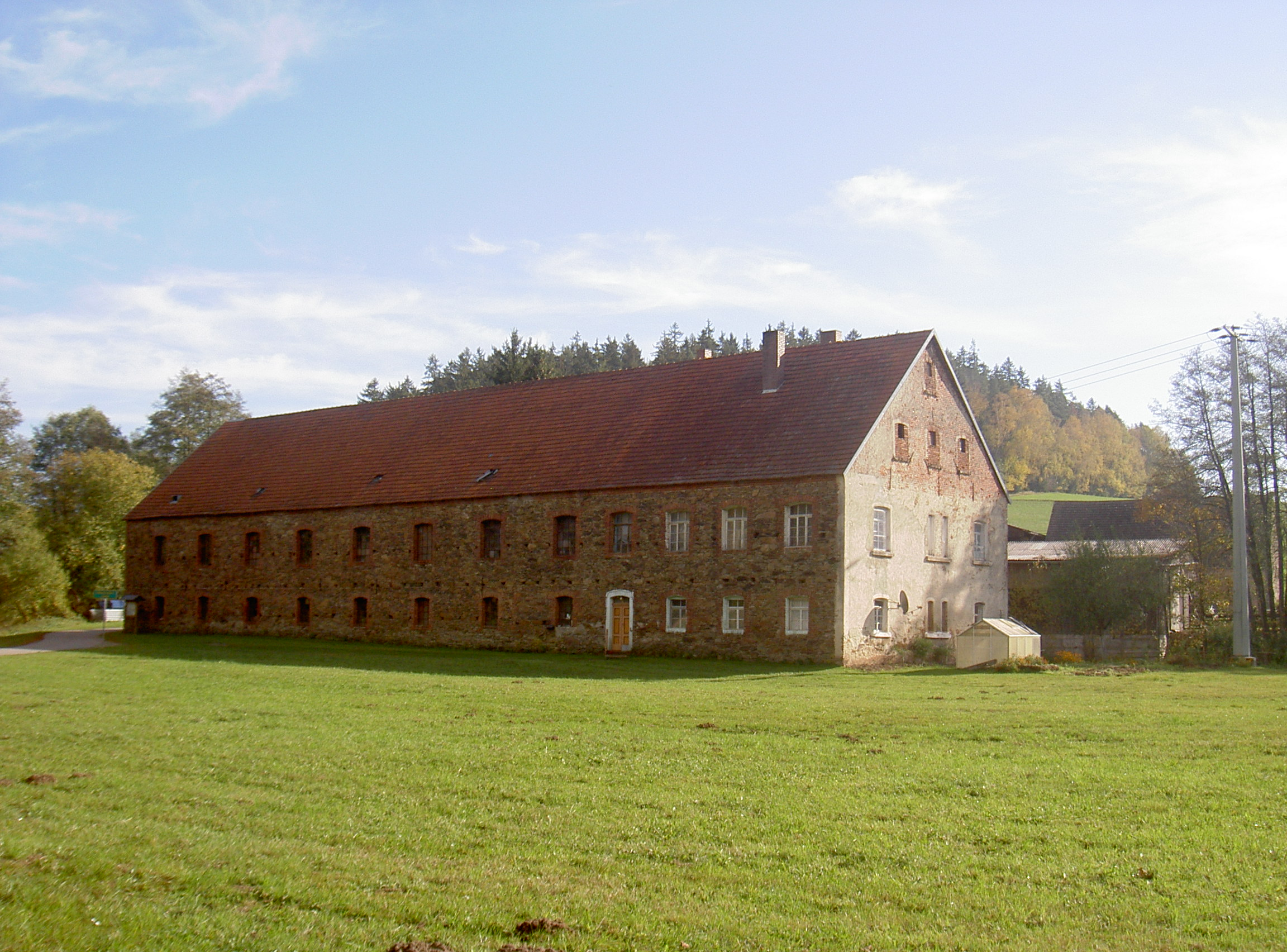
Gebhardsreutherschleife
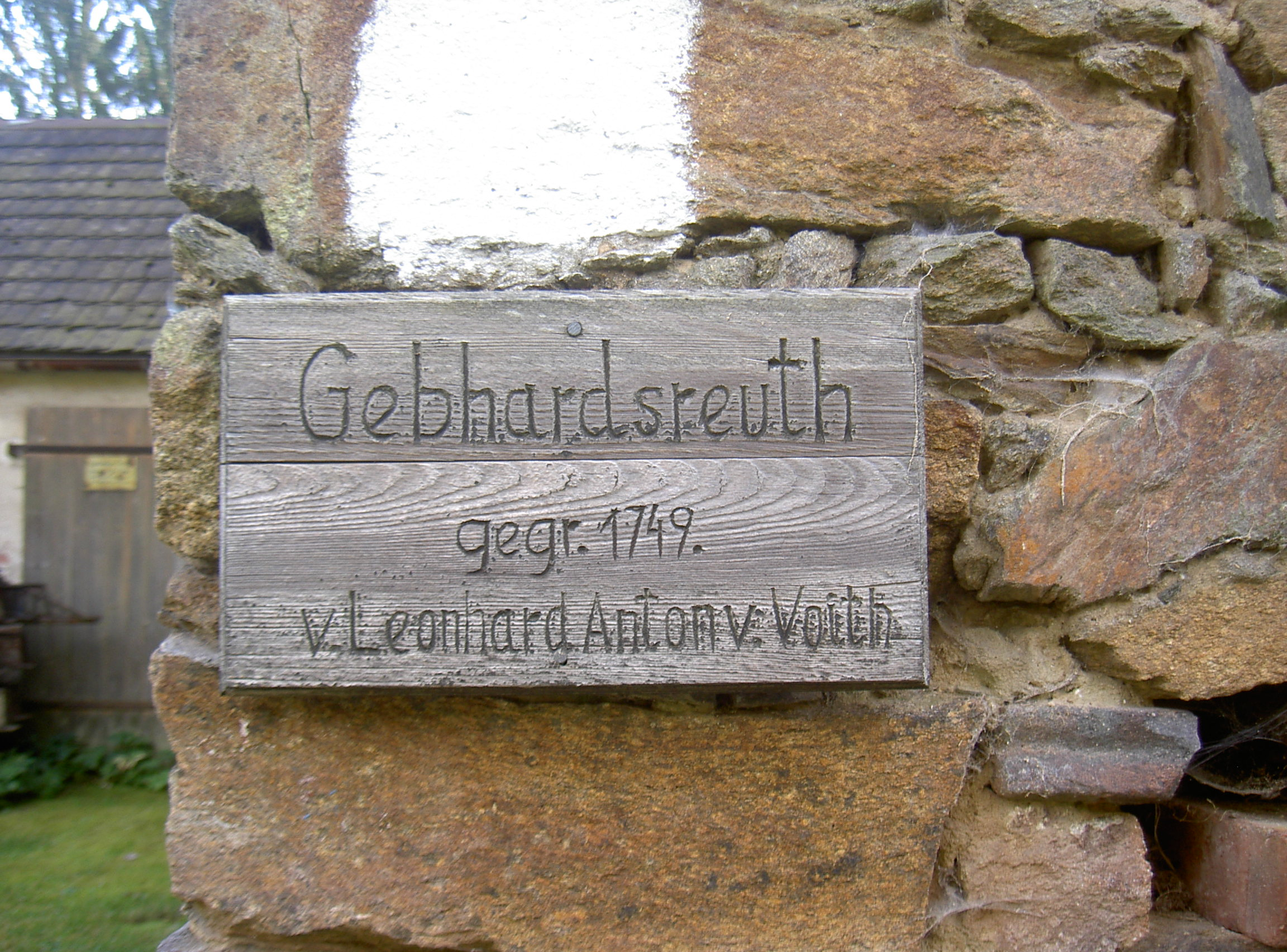
Gebhardsreutherschleife
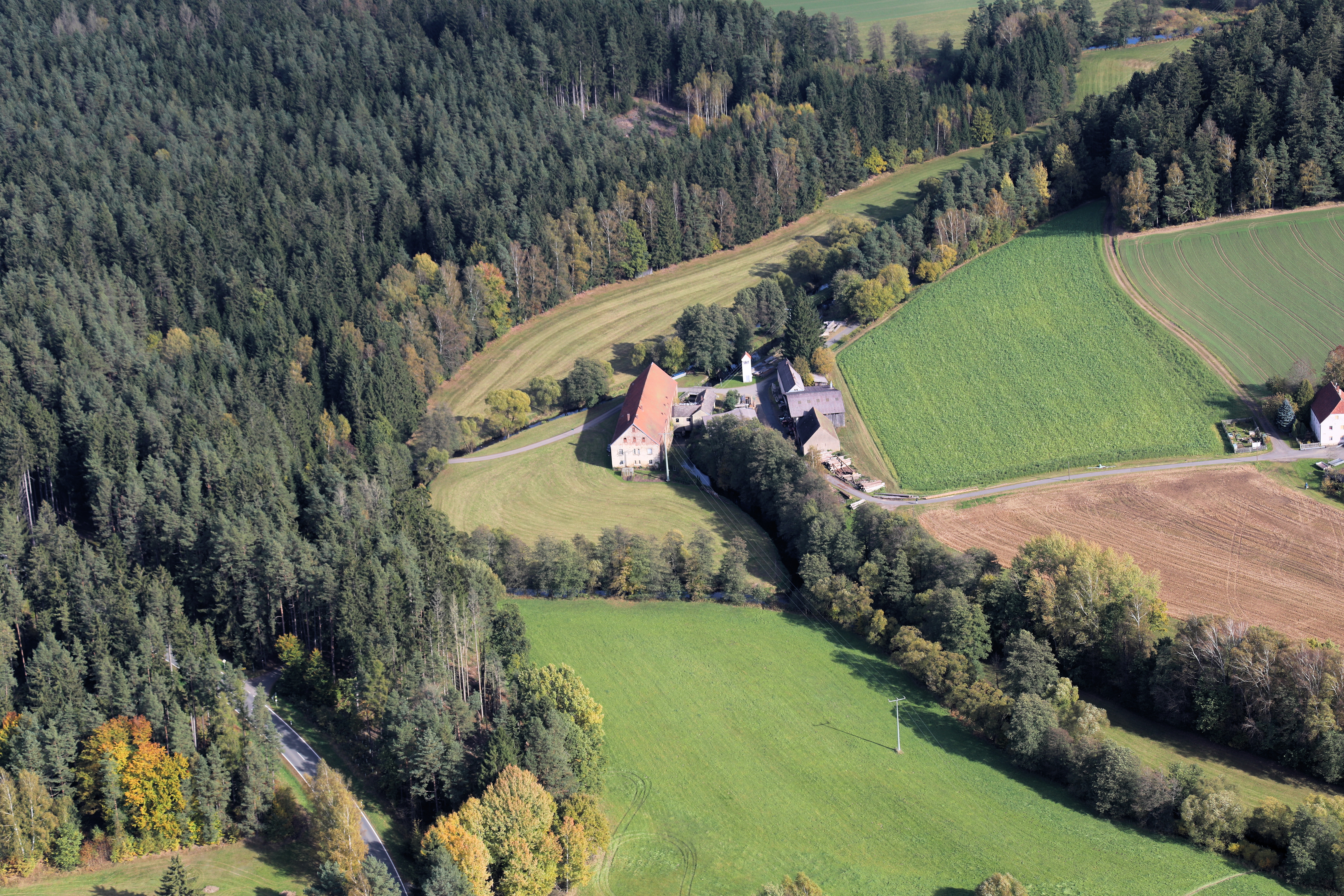
Gebhardsreutherschleife (2021)
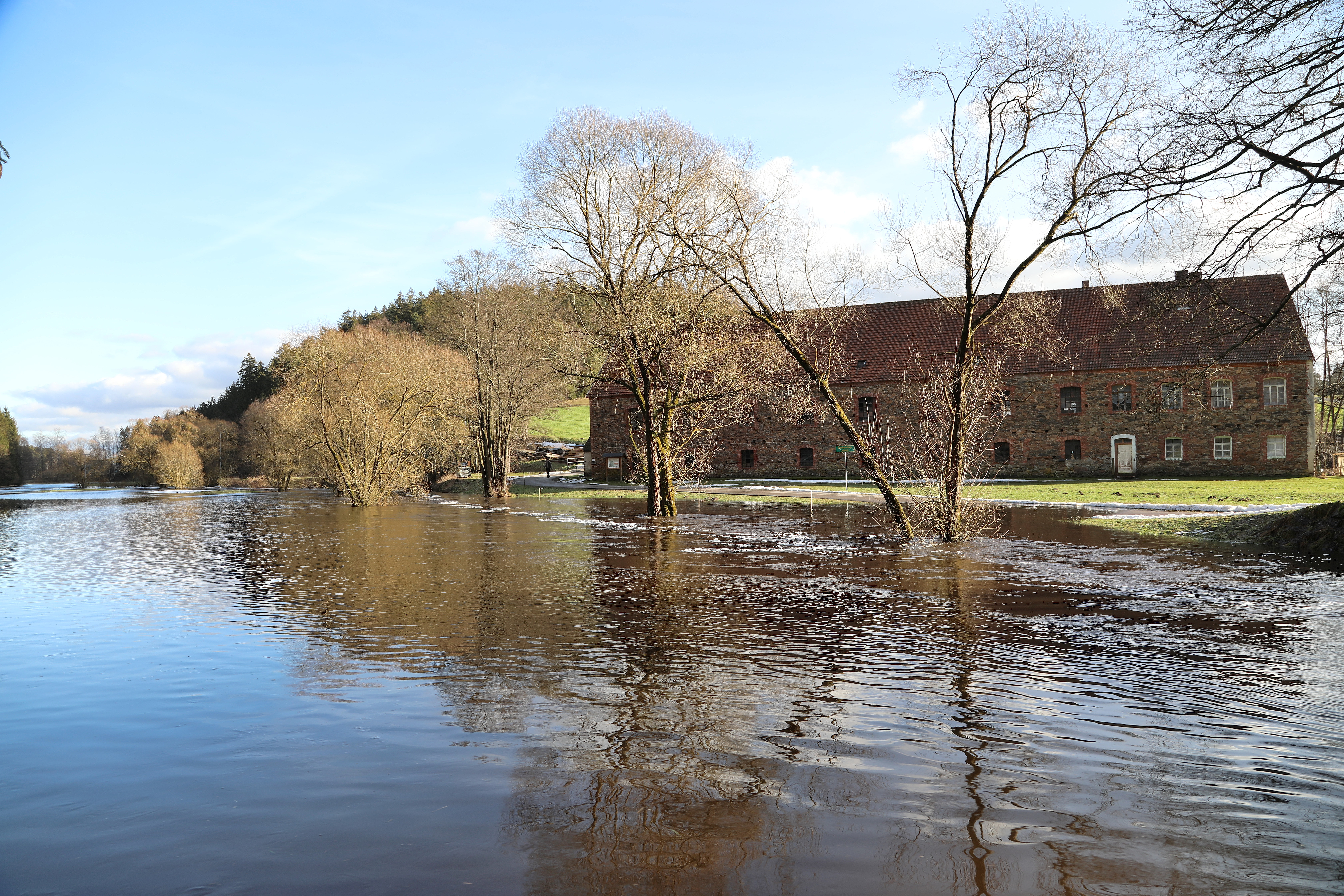
Schneeschmelze (2021)